# Вьетнамско-японские отношения
Вьетнамско-японские отношения — двусторонние дипломатические отношения между Вьетнамом и Японией, которые насчитывает более тысячелетия, а установление дружественных торговых отношений можно проследить как минимум до XVI века. Современные отношения между двумя странами основаны на развивающейся экономике Вьетнама и роли Японии как инвестора и донора иностранной помощи.

## Сравнение стран
| Официальное имя                     | Социалистическая республика Вьетнам                                                                                           | Япония                                                                    |
| Флаг                                | Вьетнам | Япония                                                                    |
| Герб                                | Emblem of Vietnam | Imperial Seal of Japan                                                    |
| Гимн                                | Марш наступающей армии | Кими га ё                                                                 |
| Национальный день                   | 2 сентября | 11 февраля                                                                |
| Столица                             | Ханой | Токио                                                                     |
| Крупнейший город                    | Хошимин — 8 993 082 (21 281 639 агломерация)                                                                                  | Токио — 13 960 236 (37 468 000 агломерация)                               |
| Правительство                       | унитарная марксистско-ленинская однопартийная социалистическая республика                                                     | унитарная парламентская конституционная монархия                          |
| Глава государства                   | Во Ван Тхьюнг | Нарухито                                                                  |
| Глава правительства                 | Фам Минь Тинь | Фумио Кисида                                                              |
| Официальный язык                    | вьетнамский | японский                                                                  |
| Основные религии                    | 45,3 % местная религия, 28,4 % атеизм, 14,9 % буддизм, 8,5 % христианство, 1,5 % хоахао, 1,2 % каодай, 0,2 % — другие религии | 69 % синтоизм, 66,7 % буддизм, 1,5 % христианство, 6,2 % — другие религии |
| Действующая конституция             | 28 ноября 2013 г. | 3 мая 1947 г.                                                             |
| Область                             | 331,699 км2 | 377,976 км2                                                               |
| Часовые пояса                       | 1 | 1                                                                         |
| Население                           | 103 808 319 | 125 927 000                                                               |
| Плотность населения                 | 295 чел./км2 | 337 чел./км2                                                              |
| ВВП (номинальный)                   | 408,947 миллиарда долларов | 4,912 триллиона долларов                                                  |
| ВВП (номинальный) на душу населения | 4 122 доллара США | 39 243 доллара США                                                        |
| ВВП (ППС)                           | 1,278 триллиона долларов | 6,110 триллиона долларов                                                  |
| ВВП (ППС) на душу населения         | 12 881 доллар США | 48 814 долларов США                                                       |
| ИЧР                                 | 0,704 | 0,925                                                                     |
| Валюта                              | вьетнамский донг | японская иена                                                             |

## История

### Ранний контакт
В VIII веке Абэ-но Накамаро, потомок императорского дома Японии, поступил на китайскую государственную службу при династии Тан и в конечном итоге занимал пост губернатора (цзедуши) Аннама с 761 по 767 года. Во время археологических раскопок на Кюсю, самом юго-западном из четырех главных островов Японии, были обнаружены фрагменты вьетнамской керамики с датой 1330 года, но закончились они 1332 годом.
Говорят, что в VIII веке японское придворное составное ритуальное искусство, включающее оркестровую музыку и танец (Бугаку), известное как Ринью-гаку, было представлено иностранным монахом по имени «Буттэцу» (Пхет Триет), пришедшим из Тямпа.
Во время археологических раскопок на Кюсю, самом юго-западном из четырех основных островов Японии, были обнаружены фрагменты вьетнамской керамики с датой 1330 года, но закончились 1332 годом.

### XVI—XVII века

Японский корабль с красными тюленями периода Эдо, плывущий из Нагасаки в Аннам (Вьетнам)

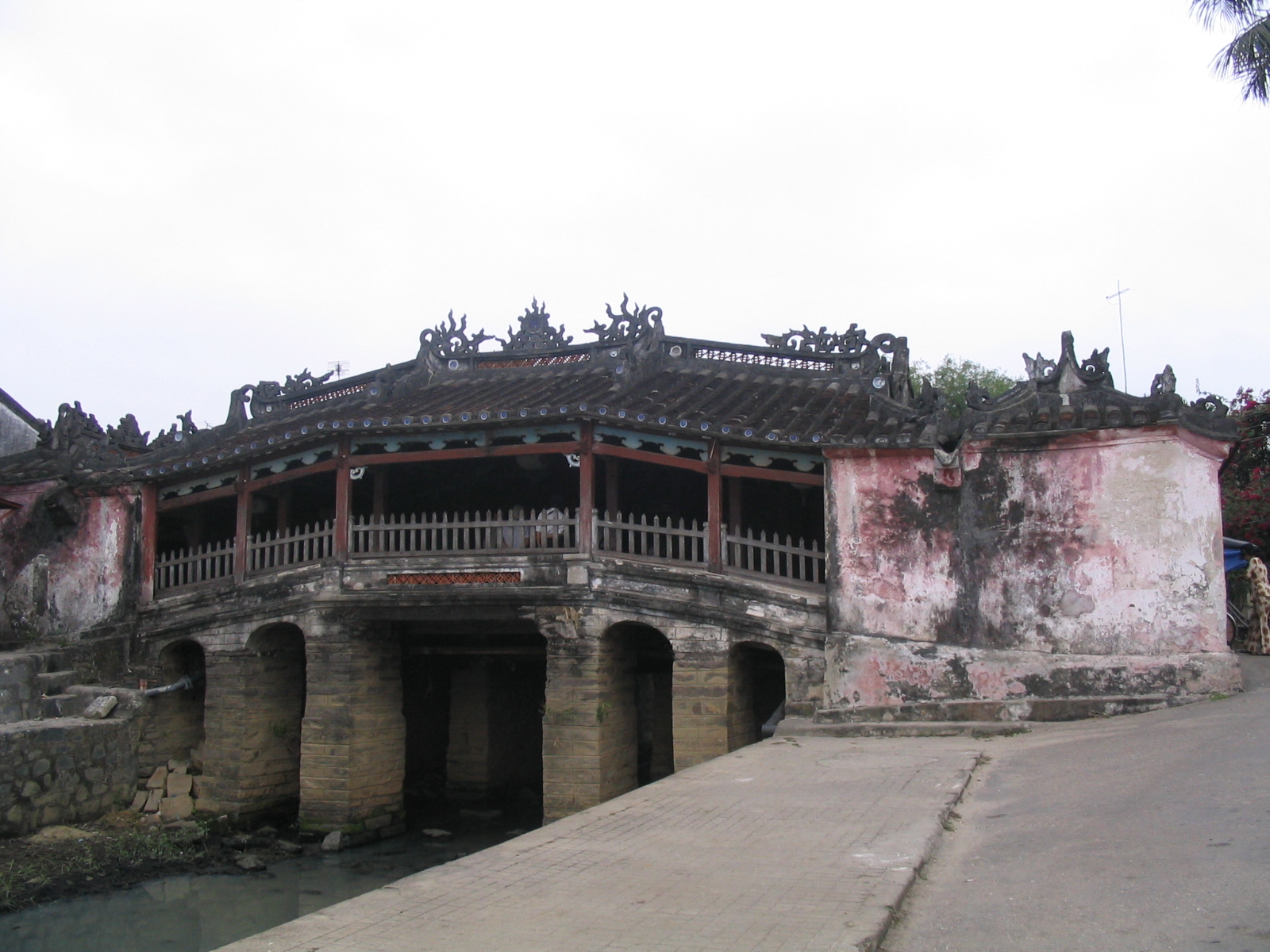
Chùa Cầu, построенный японцами крытый мост в Hội An.

Уже в XVI веке контакты между Японией и Вьетнамом происходили в форме торговли и бартера. Наряду с Сиамом и Малайзией, японские суда Сюинсэн часто посещали вьетнамские порты. Вьетнамские записи показывают, что, когда порт Хойан был открыт лордом Нгуен Хоангом в начале XVII века, там уже проживали сотни японских торговцев.
Вьетнамские торговцы покупали в Японии серебро, медь и бронзу в обмен на вьетнамский шелк, сахар, специи и сандаловое дерево, которые приносили Японии огромную прибыль. Чтобы справиться с наплывом торговцев, в Хойане был создан японский район под названием Нихонмати. Торговля металлами была жизненно важна для правителей династии Нгуен, поскольку им нужны были монеты для торговли и бронза для отливки оружия.
Две страны наслаждались теплой степенью дружбы. Сёгун Токугава Иэясу обменивался дружескими письмами и подарками с лордом Нгуеном. Его сын правитель Нгуен Фук Нгуен свою дочь принцессу Нгок Кхоа выдал замуж за Араки Сютаро, выдающегося японского торговца.
В ходе дипломатической переписки между сёгунатом Токугава и тем, что японцы называли Ан Нам Куок (安 南 國), в общей сложности стороны обменялись 34 письмами, из них писем 15 пришли от сёгуната Токугава и 19 от правителей Нгуен, базирующихся в Куангнаме. Это сделало Вьетнам одной из азиатских стран, с которыми сёгунат Токугава больше всего переписывался в этот период.
Когда Япония вступила в период самоизоляции, торговля продолжала течь либо через планирование постоянных жителей, либо через посреднических голландских купцов. Однако в 1685 году сёгунат Токугава пришел к выводу о чрезмерной эксплуатации серебряных и медных рудников Японии и ввёл ограничение на вывоз этих важных металлов. Из-за этих новых правил ослабла торговля между Японией и Вьетнамом, а также большей частью Южной Азии.
Несмотря на официальную изоляцию от внешнего мира, упоминания о вьетнамско-японских отношениях все еще можно найти. Хроника Đại Nam Thực Lục Tiền Biên, написанная в XIX веке, содержит ссылки на японские торговые суда, участвовавшие в торговых операциях в обеих провинциях Гиа Донь и Бьенхоа в 1679 г. На 22-й странице 5-го тома Đại Nam Thực Lục Tien Biên отмечается: "Военные корабли под командованием Дуонга и Хоанг Тянь пришли в деревню Bàn Lân (ныне в провинции Бьенхоа) через устье реки Loi Lạp. (сейчас в провинции Гиа Донь). Они осваивали залежи и строили города, куда стекались торговые суда из империи Цин, Европы, Японии и Явы. Это указывает на то, что торговля между двумя странами существовала даже после введения политики сакоку.

### XIX—XX века

#### XIX век
В отчете, датированном 10-м днем 12-го месяца 16-го года правления Зя Лонга (1817 г.), составленном Ле Тонг Чатом (императорским делегатом в северном регионе), упоминается рассказ о пяти вьетнамских бродягах, которые, путешествуя из Гиа Донь (современный город Хошимин) в Хюэ, были выброшены на берег Японии. В отчете отмечалось, что эти солдаты покинули город Зяань в середине 1815 года и через короткое время оказались в Японии, эти солдаты были спасены и поддержаны местными жителями, и официальными лицами и в конечном итоге вернулись во Вьетнам через Ци Нам Цюань, пограничные ворота в 1817 году после путешествия через Китай.
После реставрации Мэйдзи в 1868 году Япония приняла более открытую внешнюю политику, часть которой в конечном итоге включала более активную дипломатию и торговлю с французским Индокитаем, колониальным государством, на территории которого находился современный Вьетнам. Хотя экономическая трансформация Японии и колониальная экспансия в Азии обеспечили ее подданным более высокий правовой статус за границей (особенно в европейских колониях, таких как французский Индокитай, где раса была фактором правового статуса), они также привлекли внимание противников колониализма. Ряд вьетнамских националистов потянулись в Японию после ее победы в русско-японской войне в 1905 году, поскольку Фан Бой Тяу призвал вьетнамскую молодежь поехать в Японию и учиться в рамках подготовки к революции против французского колониального правительства в так называемом движении Донг Ду; среди этих студентов был Цунг До, наследник престола династии Нгуен. Русско-японская война создала дипломатическую напряженность между Францией и Японией из-за близости Франции к России на протяжении всего конфликта, что привело к франко-японскому договору 1907 года. Договор улучшил отношения между Японией и французским Индокитаем, побудив Японию принять жесткие меры в отношении вьетнамских студентов из движения Донг Ду, которые к 1910 году либо бежали из Японии, либо были депортированы, в том числе Цунг До, который, как и Фан Бой Тяу, бежал в добровольное изгнание.
Японские женщины которых звали Караюки мигрировали в такие города, как Ханой, Хайфон и Сайгон в французский Индокитай в конце XIX века, чтобы работать проститутками и оказывать сексуальные услуги французским солдатам, оккупировавшим Вьетнам, поскольку французы японских женщин считали чистыми, они были очень популярны. Изображения японских проституток во Вьетнаме были помещены на французские открытки французскими фотографами. Японское правительство пыталось скрыть существование этих японских проституток, уехавших за границу, запретив упоминать о них в книгах по истории.
В XIX веке Полное собрание исторических записок Дайвьета было распространено в Японии. В 1883 году Тосиаки Хикида, военный офицер Генерального штаба японской императорской армии, получил назначение во Вьетнаме, и во время его пребывания там местный мандарин в Ханое передал ему копию Полного собрания исторических записок Дайвьета, которую после вернувшись в Японию в 1884 году, он будет публиковать и перепечатывать там. После этого версия Полного собрания исторических записок Дайвьета Хикиды получила широкое распространение за пределами Вьетнама.

#### Первая Мировая Война
27 августа 1914 года Япония официально вступила в Первую мировую войну на стороне союзников (Антанты), Япония вторглась и захватила немецкую колонию Циндао и остальную часть арендованной территории залива Цзяочжоувань. В ноябре 1914 года Япония вытеснит немецкую сферу влияния на юге Китая своим собственным политическим и экономическим влиянием, поставив ее в прямую конкуренцию французскому Индокитаю. Несмотря на то, что японцы открыто поддерживали ряд антифранцузских сепаратистских движений, таких как Duy Tân Hội принца Цунга До, ситуация Франции в Европе вынудила премьер-министра Жоржа Клемансо обратиться к японцам за помощью.
Клемансо попросил Японскую империю помочь им с транспортировкой Индокитайских застрельщиков в Европу и послать свои собственные силы, чтобы помочь сражаться в Европе. Клемансо также хотел, чтобы японцы вторглись в Сибирь против большевистских сил во время гражданской войны в России, чтобы обеспечить выплату французско-российских займов, которые имели решающее значение для послевоенной экономики Франции.
Как во время, так и после войны экономические отношения между Францией и Японией укрепились, поскольку Япония стала кредитором Франции из-за финансовых трудностей последней, возникших в результате войны.

#### Совместная франко-японская администрация Вьетнама

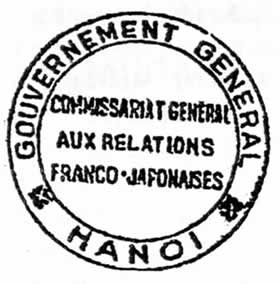
Печать Генерального комиссариата по франко-японским отношениям в Ханое генерал-губернаторства Французского Индокитая.

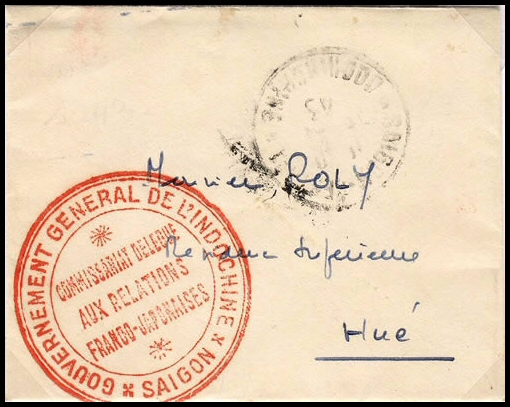
Печать Комиссариата по делам франко-японских отношений в Сайгоне генерал-губернаторства Французского Индокитая.

В июне 1940 года Франция пала перед нацистской Германией, что привело к созданию марионеточного режима Виши, которому оставалось лояльным правительство Французского Индокитая, отчасти мотивированное желанием не враждовать с Японией, которая к тому времени оккупировала китайскую территорию, непосредственно граничащую с Индокитаем. Однако новое объединение Французского Индокитая со странами Оси не могло полностью предотвратить японскую агрессию, поскольку Япония была готова использовать военную силу против французского Индокитая для достижения своих стратегических целей в регионе. 22 сентября 1940 года Япония вторглась во Вьетнам в ходе ограниченного конфликта, который обеспечил размещение большого количества войск в Тонкине, а также контроль над рядом ключевых баз. Французский Индокитай позволил Японии разместить войска в остальной части Индокитая и уступил дополнительные базы в июле 1941 года, после чего Япония также начала строительство собственных военных баз для ударов по союзникам в Юго-Восточной Азии. Японская оккупация была частичной, когда Французский Индокитай сохранял контроль над своими вооруженными силами и большинством аспектов правительства и администрации. Тем не менее, когда Япония предъявляла требования французскому колониальному правительству, она не могла отказать. В результате по мере развития войны Французский Индокитай предоставлял японским компаниям все больше и больше экономических привилегий. Эти ненадежные отношения между Японией и французским Индокитаем продолжались до марта 1945 года, когда японцы свергли французскую колониальную администрацию и заменили её правительством под названием Вьетнамская империя, являвшимся по сути японским марионеточным государством, которое просуществовало всего несколько месяцев до капитуляции Японии в августе 1945 года.
В то время как Япония поддерживала внешне корректные, но напряженные отношения с французским колониальным правительством, она также работала над установлением независимых отношений с различными вьетнамскими политическими фракциями, имевшими опыт оппозиции французской власти, в первую очередь с буддийской сектой Хоахао и приверженцами Цаодай для подрыва авторитета Франции путем создания собственной политической базы поддержки во Вьетнаме. Вьетминь, созданный в мае 1941 года, регулярно участвовал в партизанских боях с японскими (и французскими) войсками до их капитуляции перед союзниками в 1945 году; Вьетнамская националистическая партия также сражалась с японскими войсками в Китае и Индокитае.
15-20 апреля 1945 г. в Ханое Тонкинская военно-революционная конференция Вьетминя приняла резолюцию, призывающую к всеобщему восстанию, сопротивлению и партизанской войне против японцев путем создания 7 зон боевых действий во Вьетнаме и настаивая на том, что единственный путь вперед для людей — это вооруженное сопротивление японцам и свержение вьетнамского марионеточного правительства. Резолюция также призвала французов признать независимость Вьетнама и французское правительство под руководством де Голля сотрудничать с вьетнамцами против Японии.

#### События после японского государственного переворота во французском Индокитае
Японская военная политика во Вьетнаме осуществлялась за счет вьетнамского народа. Японцы приказали уничтожить рисовые поля в пользу выращивания джута и запасать рис для домашнего использования, что привело к вьетнамскому голоду 1945 года. От голода умерло от 400 тысяч до 2 миллионов вьетнамцев.
В июле Вьетминь возглавил попытки проникнуть в японские зернохранилища для риса и перераспределить его среди голодающих крестьян. В следующем месяце Чыонг Тинь написал статью под названием «Политика японских пиратов по отношению к нашему народу» в выпуске № 3 «Коммунистического обозрения» (Tạp chí Cộng sản). В статье Чыонг Тинь опроверг утверждения японцев об освобождении Вьетнама от Франции и подробно рассказал о зверствах японцев, таких как грабежи, резня и изнасилование вьетнамского народа в 1945 году.

#### 1946—1976 гг.

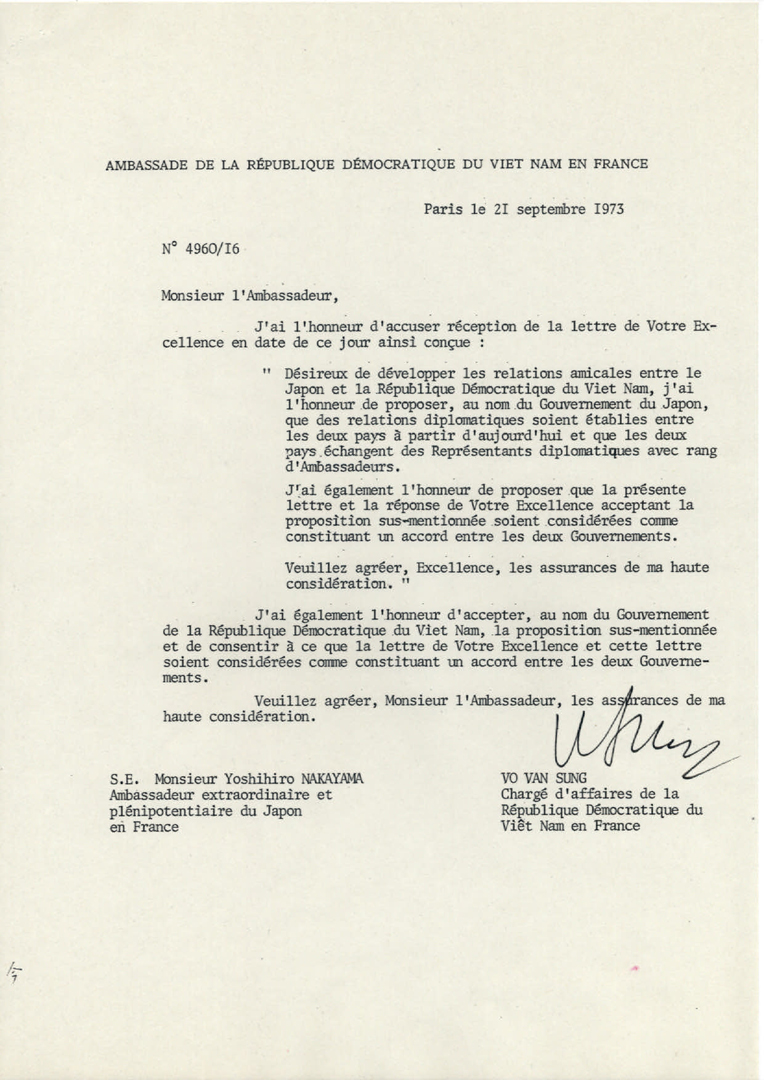
Документ, устанавливающий официальные двусторонние отношения между Японией и Северным Вьетнамом, подписан в Париже, Франция, 21 сентября 1973 года.

После 1945 года несколько японских солдат остались во французском Индокитае, некоторые из них взяли вьетнамских военных невест и завели с ними детей (Хафу). Многие из этих оставшихся японских солдат будут работать с Хо Ши Мином и Коммунистической партией Индокитая после войны, чтобы бороться против французского колониализма. В 1954 году вьетнамское правительство приказало японским солдатам вернуться домой. Их «поощряли» оставить свои семьи, фактически бросив своих детей войны во Вьетнаме. Дети-полуяпонцы, оставшиеся во Вьетнаме после 1954 г., подвергались жесткой дискриминации. Этих детей часто воспитывали матери-одиночки, которых сурово осуждали за то, что они спали с японскими солдатами во время войны.
Несмотря на то, что в период с 1954 по 1973 год между Японией и Северным Вьетнамом не было официальных дипломатических отношений, частные обмены постепенно восстанавливались. В марте 1955 года была основана Ассоциация дружбы Японии и Вьетнама, а в августе того же года была создана Торговая ассоциация Японии и Вьетнама. Впоследствии, в 1965 году, была создана Ассоциация дружбы Северного Вьетнама и Японии, чтобы поддерживать неофициальные отношения между двумя странами.
В экономическом журнале Северного Вьетнама Nghiên cứu Kinh tế на страницах 60-80 номера 57 опубликована статья, в которой Япония обвиняется в проведении неоколониальной экономической политики. Северовьетнамцы предупредили других азиатов, что они должны «увеличить бдительность в отношении любой деятельности японских финансовых магнатов, активизировать свою борьбу против политики экономической агрессии Японии и незамедлительно блокировать ее агрессивные заговоры», чтобы «подрезать крылья» Американского империализм. Статья осуждала американо-японский союз и японский неоколониализм и призывала к тому, чтобы антиимпериалисты и социалисты разрушили их.
Во время войны во Вьетнаме 1960-х и 1970-х годов Япония последовательно поощряла урегулирование конфликта путем переговоров в кратчайшие возможные сроки. Еще до окончания боевых действий оно вступило в контакт с правительством Демократической Республики Вьетнам (Северный Вьетнам) и в сентябре 1973 г. достигло соглашения об установлении дипломатических отношений. Реализация, однако, была отложена из-за требований Северного Вьетнама, чтобы Япония выплатила эквивалент 45 миллионов долларов США в качестве репараций за Вторую мировую войну двумя ежегодными платежами в виде грантов на «экономическое сотрудничество». Уступая требованиям Вьетнама, Япония согласилась выплатить репарации и 11 октября 1975 года открыла посольство в Ханое после объединения Северного Вьетнама и Южного Вьетнама в Социалистическую Республику Вьетнам.
30 января 1976 года генеральный консул Японии в Гонолулу в США Такааки Хасэгава был назначен первым послом в Северном Вьетнаме.

#### После войны во Вьетнаме
В 1978 году японское правительство предоставило первый заем в рамках официальной помощи в целях развития (ОПР) Социалистической Республике Вьетнам. Этот первоначальный займ должен был быть использован для закупки продуктов и сопутствующих услуг при условии, что поставщики могут быть из любого округа и не будут являться исключительно предприятиями с ограниченной ответственностью, принадлежащими гражданам Японии. Тем временем торговля Японии с Вьетнамом достигла 285 миллионов долларов США в 1986 году, которая осуществлялась через японские торговые компании и Японо-вьетнамскую торговую ассоциацию, в которую входило около 83 японских фирм. Японские правительственные чиновники также посещали Ханой в поддержку торговли, но неспособность Вьетнама погасить непогашенные государственные и частные долги препятствовала дальнейшему росту торговли. Японский экспорт во Вьетнам делал упор на химикаты, текстиль, машины и транспортное оборудование. В свою очередь, вьетнамский экспорт в Японию состоял в основном из морепродуктов и угля.
В конце 1980-х годов Вьетнам столкнулся с международной изоляцией, ослаблением поддержки со стороны Восточного блока, продолжающимся вооруженным сопротивлением в Лаосе и крупномасштабными экономическими проблемами. Ханой вывел большую часть, своих боевыех частей из Камбоджи в 1989 году. Он призвал развитые страны открыть каналы экономического сотрудничества, торговли и помощи. Хотя некоторые японские предприятия были заинтересованы в инвестициях и торговле с Вьетнамом и Камбоджей, японское правительство по-прежнему выступало против экономического сотрудничества с этими странами до тех пор, пока в Лаосе не было достигнуто всеобъемлющее урегулирование. Эта позиция в основном соответствовала политике Соединенных Штатов того времени. Япония неофициально заверила, что Токио готов взять на себя большую часть финансового бремени, чтобы помочь Лаосу в восстановлении, когда будет достигнуто всеобъемлющее урегулирование, и помочь финансировать UNimporta или другие международные миротворческие силы, если они потребуются.
Япония выполнила свои обещания. После принятия Заключительного акта Международной парижской конференции по Камбодже между Лаосом, Индонезией (в качестве сопредседателя с Францией) и пятью постоянными членами Совета Безопасности ООН Япония незамедлительно восстановила дипломатические отношения и сняла экономические ограничения с Камбоджа и Вьетнам. В ноябре 1992 года Токио предложил Вьетнаму помощь в размере 370 миллионов долларов США. Япония также взяла на себя ведущую роль в миротворческой деятельности в Камбодже. Акаси Ясуси, заместитель министра ООН по разоружению, был главой Временной администрации ООН в Камбодже, и Япония пообещала выделить 3 миллиона долларов США и даже направила около 2000 человек, включая членов Сил самообороны Японии, для непосредственного участия в поддержании недавно восстановленного мира. Несмотря на потерю японского миротворца, убитого в засаде, силы оставались в Камбодже до тех пор, пока камбоджийцы не смогли избрать новое правительство.
После войны Вьетнам присоединился к АСЕАН в 1995 году, а в 1997 году были организованы консультации АСЕАН плюс три, в которые входят Китай, Япония и Южная Корея. Эти страны занимают общее место в экономике и системе безопасности Юго-Восточной Азии.
30 октября 1998 года был начат проект строительства туннеля Хой Ван, который в основном финансировался за счет кредита, предоставленного Японским фондом зарубежного экономического сотрудничества (ФМЭС). Туннель помогает соединить крупные города Хюэ и Дананг.

### Современность

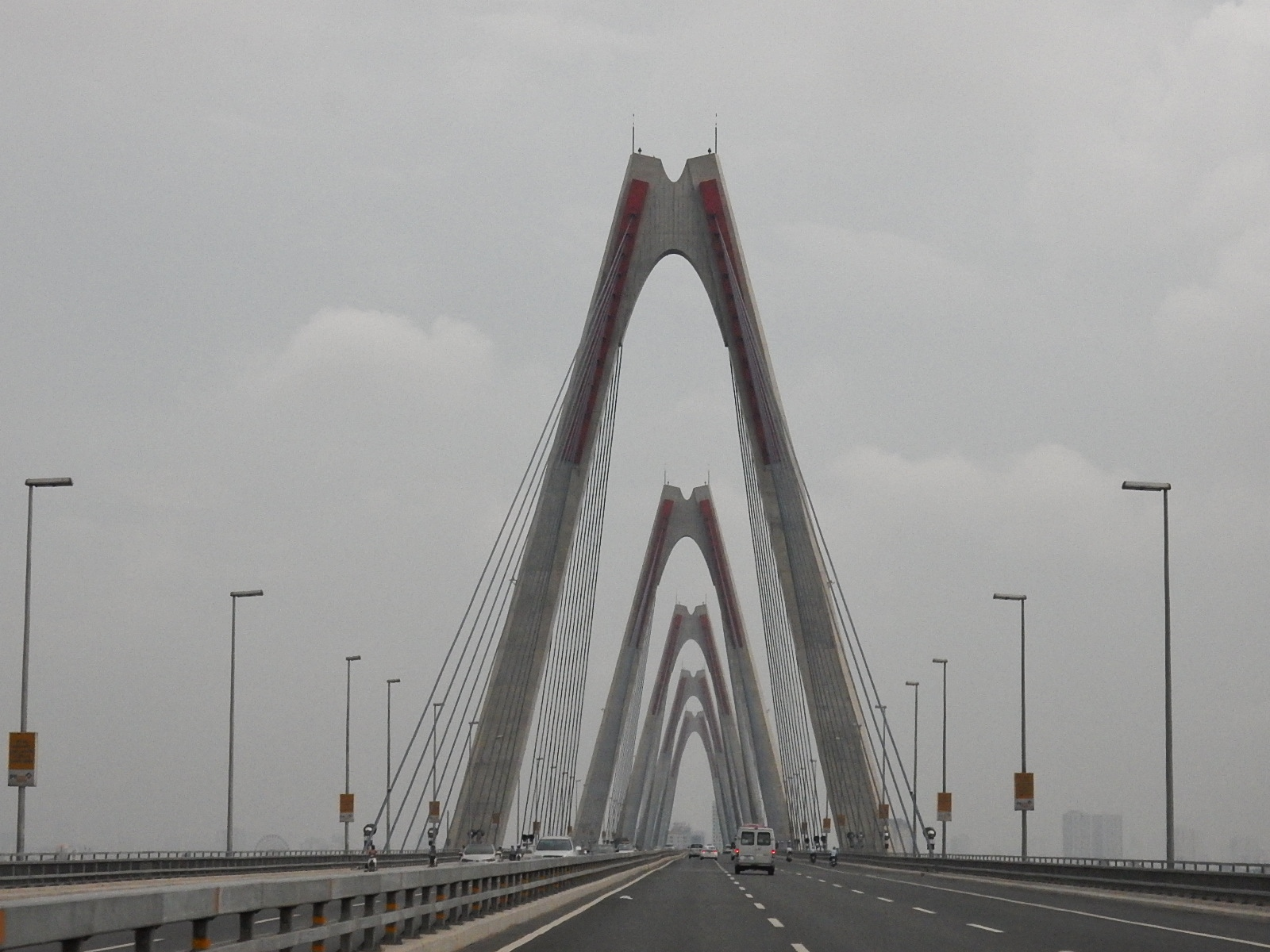
Мост Нют Тан в Ханое, финансируемый Японским агентством международного сотрудничества ODA.

В начале 2000 года Японский банк международного сотрудничества (JBIC) профинансировал проект строительства моста через Хонгху (мост Тхань Чи), а также строительство южной части Ханойской кольцевой дороги № 3. Мост Тхань Чи на момент открытия был самым длинным среди семи виадуков в районе Ханоя, соединяющих оба берега Хонгхы.
В декабре 2003 года была создана Совместная вьетнамско-японская инициатива, призванная сделать Вьетнам более благоприятным для японского бизнеса.
Япония постепенно стала крупнейшей страной-донором Вьетнама. В 2007 году Япония обязалась предоставить стране помощь в размере 890 миллионов долларов США, что на 6,5 процента больше, чем в 2006 году, когда он составлял 835,6 миллиона долларов США. ОПР, обещанная Японией на 2011 год, достигла 1,76 миллиарда долларов США, что в четыре раза больше, чем пожертвование Южной Кореи, второго по величине донора Вьетнама, в размере 412 миллионов долларов. Более того, в 2012 году Япония обязалась пожертвовать Вьетнаму до 3 миллиардов долларов.
Двустороннее сотрудничество в области обороны расширилось после инцидента с Haiyang Shiyou 981 в 2014 году, поскольку обе страны столкнулись с территориальными проблемами с Китаем. В своей речи в мае 2014 года премьер-министр Японии Синдзо Абэ подтвердил, что Япония окажет странам Юго-Восточной Азии «самую большую поддержку» в их территориальных спорах в Южно-Китайском море. В марте того же года лидеры Вьетнама и Японии договорились преобразовать двусторонние отношения в «Обширное стратегическое партнерство во имя мира и процветания в Азии». Эти новые отношения обещали позволить обеим странам более тесно сотрудничать друг с другом в большом количестве областей. включая политику, экономику, национальную безопасность, культуру и обмен людьми.
В 2017 году японский император Акихито и его супруга императрица Митико посетили Ханой. В рамках официального визита император Акихито встретился с несколькими детьми войны, брошенными после окончания войны. Выслушав их слезливые рассказы, император Акихито сказал, что понимает, что брошенные семьи японских солдат претерпели много лишений после войны.
19 октября 2020 года премьер-министр Японии Ёсихидэ Суга посетил своего вьетнамского коллегу Нгуен Суан Фука, и они договорились сотрудничать по региональным вопросам, включая Южно-Китайское море, где растущая агрессивность Китая в спорных водах вызвала обеспокоенность соседних государств. После громкого визита министра иностранных дел Китая Ван И во Вьетнам в сентябре 2021 года министр обороны Японии Нобуо Киси вскоре после этого совершил свой визит, подписав соглашение об экспорте японского оборонного оборудования и технологий в страну Юго-Восточной Азии и две страны. страны договорились активизировать сотрудничество на фоне беспокойства Китая. 28 сентября 2022 года по случаю государственных похорон бывшего премьер-министра Японии Синдзо Абэ в Токио президент Вьетнама Нгуен Суан Фук был одним из семи глав государств, встретившихся с японским императором Нарухито.
В октябре 2023 года министр иностранных дел Японии Йоко Уекава провела переговоры с министром иностранных дел Вьетнама Пей Циншанем в Ханое. В ходе встречи стороны договорились укреплять сотрудничество для достижения «свободного и открытого Индо-Тихоокеанского региона».Также политики подтвердили, что обе страны будут активно противостоять угрозам, исходящим со стороны КНДР. Обе стороны также подтвердили свое сотрудничество в Восточно-Китайском и Южно-Китайском морях.

## Дипломатические миссии
| Вьетнам - Токио (Посольство) - Осака (Консульство) - Фукуока (Консульство) | Япония - Ханой (Посольство) - Хошимин (Консульство) - Да Нанг (Консульство) |

### Послы Вьетнама в Японии
Послы Южного Вьетнама в Японии
1. Джин Ван Киу (1955, временный поверенный в делах)
2. Нгуен Нгок Тхо (1955—1956)
3. Буй Ван Тхинь (1956—1962)
4. Нгуен Хай Нгха (1963)
5. Нгуен Ван Лук (1963—1965, временный поверенный в делах)
6. Нгуен Зуй Куанг (1965—1967)
7. Винь Тхо (1967—1970)
8. Джоан Ба Канг (1970—1972, временный поверенный в делах)
9. До Ванг Ли (1972—1974)
10. Нгуен Триу Джан (1974—1975, до падения Сайгона)

Послы Вьетнама в Японии
1. Нгуен Зиап (1976—1980)
2. Нгуен Тиен (1981—1984)
3. Чао Хью Нгок (1984—1987)
4. Вы Ван Сунг (1988—1992)
5. Нгуен Там Чион (1992—1995)
6. Нгуен Куок Зунг (1995—1999)
7. Во Дунг (1999—2003)
8. Чу Туун Кап (2003—2007 годы)
9. Нгуен Фу Бинь (2008—2011 годы)
10. Доан Суан Хонг (2012—2015)
11. Нгуен Куок Конг (2015—2018)
12. Во Хонг Нам (2018—2022)
13. Фам Куанг Хиу (2023 — настоящее время)